# Вилайят-Персекутуан
Вилайят Персекутуан (малайск. Masjid Wilayah Persekutuan) — главная мечеть в Куала-Лумпуре (Малайзия). Расположена рядом с федеральным Правительственным комплексом.

## История
Главная мечеть Куала-Лумпура была построена между 1998 и 2000. Расположена на участке пять гектар около Комплекса Правительственного учреждения вдоль реки Джалан Дута.
Мечеть Вилайят Персекутуан была открыта 25 октября 2000. Это — 44-я мечеть, построенная правительством в Куала-Лумпуре. Мечеть может одновременно разместить 17 000 чел.

## Архитектура
Проект мечети — смесь оттоманского и малайского архитектурных стилей, слепок Голубой мечети в Стамбуле, Турция. У неё есть 22 купола, сделанные из сложного материала ткани и стекловолокна, смешанной со смолой эпоксидной, чтобы сделать материал легким и долгоиграющим.